# Punta Laurel
Punta Laurel es un corregimiento del distrito de Bocas del Toro en la provincia del mismo nombre, República de Panamá. La localidad tiene 1.730 habitantes (2010).

## Demografía
En 2010 Punta Laurel contaba con una población de 1 730 habitantes según datos del Instituto Nacional de Estadística y una extensión de 71,9 km² lo que equivale a una densidad de población de 24,06 habitantes por km².

### Razas y etnias
- 92,14 % Chibchas (Americanos)[4]
- 6,18 % Mestizos
- 1,68 % Afropanameños[4]